# Prvić
Prvić é uma ilha da Croácia e do Mar Adriático com cerca de 2,37 km² de área, e 453 habitantes (censo de 2001). Pertence ao arquipélago de Šibenik, e situa-se apenas a meia milha da Croácia continental, perto de Vodice. Toda a ilha está sob proteção do Ministério da Cultura da Croácia já que a ilha é considerada património cultural. 
Há várias teorias sobre o nome da ilha. Uma provém talvez de Prvin, o nome do deus  pré-cristão da primavera na mitologia croata. Outra teoria afirma que o nome provém do facto de Prvić ser a primeira (em croata "Prvi") ilha a partir do continente no arquipélago de Šibenik.
Administrativamente faz parte do condado de Šibenik-Knin.
Não deve ser confundida com a ilha homónima Prvić, que fica perto de Krk, mais para norte.